# Károlyi Lőrinc
Károlyi Lőrinc (1688 körül – Győr, 1747. március 21.) a győri káptalan kanonokja, scardoniai püspök és nagyprépost.

## Élete
Nemesi származású volt. Először szanyi, majd vámosderecskei plébánosként működött, 1726-ban lett kanonok Győrben. 1729. december 24-től rábaközi, 1736-től székesegyházi főesperes, később szemináriumi igazgatóvá nevezték ki. Kánoni látogatást tartott a főesperesi kerületében. 1741-ben pedig elnyerte a káptalani nagypréposti rangot. 1743-ban aláírta a város és a káptalan közötti kapcsolatot újjárendező szerződést, egyszersmind ő lett az első városplébános, akit a megállapodásban szabályozott módon választottak meg. 1746. november 7-én XII. Kelemen szkardonai választott püspökké nevezte ki.

## Munkái
1. Triumphus victoriae. Az az tek. és ns. győri káptalan privilegiált városának, s majd minden nemzeteknél hires és nevezetes Nagy Győr vára vissza vételének dicsősséges emlékezete. Melyet a seregek urának Istenének hála-adó emlékezetére ... És az török pogánság kezéből megszabadult, s régi szabadságára jutott győri magyar népségnek örömére. Az 1732. eszt. bőjt-más havának 29. napján a szokott processiónak alkalmatosságával az Fehérvári kapu fölött élő nyelvvel le ábrázolt ugyan a t. n. győri káptalannak egyik tagja ... Győr.
2. Speculum Jaurinensis Ecclesiae repraesentans tum ipsam cathedralem Ecclesiam, tum episcopos, qui a tempore divi Stephani proto-regis eidem praefuerunt usque ad exc. dnum Franciscum zichy de Vásonkő ... Opus posthumum. Uo. 1747.